# Kapliczka przydrożna pod wezwaniem św. Józefa we Fromborku
Kapliczka przydrożna pod wezwaniem św. Józefa we Fromborku – zabytkowa neogotycka kapliczka przydrożna, znajdująca się we Fromborku, przy ulicy Katedralnej. Jest jedną z czterech kapliczek przydrożnych i przydomowych w mieście.